# 1709
| [ Edytuj tabelę ]              | |
| Król Polski                    | - 1704 Stanisław Leszczyński 1709 - 1709 August II Mocny 1733 |
| Król Afganistanu               | - 1709 Mir Wajs Chan 1715 |
| Współksiążęta Andory           | - 1695 Julià Cano i Thebar 1714 - 1643 Ludwik XIV 1715 |
| Elektor Bawarii                | - 1679 Maksymilian II Emanuel 1726 |
| Sułtan Brunei                  | - 1705 Hussin Kamaluddin 1730 |
| Cesarz Chin                    | - 1661 Kangxi 1722 |
| Król Czech                     | - 1705 Józef I Habsburg 1711 |
| Król Danii                     | - 1699 Fryderyk IV 1730 |
| Dalajlama                      | - 1708 Kelzang Gjaco 1757 |
| Cesarz Etiopii                 | - 1708 Teofil 1711 |
| Król Francji                   | - 1643 Ludwik XIV 1715 |
| Król Hiszpanii                 | - 1700 Filip V 1724 |
| Landgraf Hesji-Kassel          | - 1670 Karol I Heski 1730 |
| Stadhouder Holandii            | - 1702 drugi okres bez stadhoudera 1747 |
| Szach Iranu                    | - 1694 Sultan Husajn 1722 |
| Państwo Wielkich Mogołów       | - 1707 Bahadur Szach I 1712 |
| Król Irlandii                  | - 1702 Anna Stuart 1714 |
| Cesarz Japonii                 | - 1687 Higashiyama 1709 - 1709 Nakamikado 1735 |
| Kalif                          | - 1703 Ahmed III 1736 |
| Patriarcha Konstantynopola     | - 1707 Cyprian I 1709 - 1709 Atanazy V 1711 |
| Władca Korei                   | - 1674 Sukjong 1720 |
| Książę Kurlandii i Semigalii   | - 1698 Fryderyk Wilhelm Kettler 1711 |
| Książę Liechtensteinu          | - 1699 Jan Adam I 1712 |
| Sułtan Maroka                  | - 1672 Maulaj Isma’il 1727 |
| Książę Monako                  | - 1701 Antoni I 1731 |
| Król Nawarry                   | - 1643 Ludwik XIV 1710 |
| Król Norwegii                  | - 1699 Fryderyk IV 1730 |
| Sułtan Omanu                   | - 1692 Sajf I ibn Sultan 1711 |
| Elektor Palatynatu             | - 1690 Jan Wilhelm 1716 |
| Papież                         | - 1700 Klemens XI 1721 |
| Książę Parmy i Piacenzy        | - 1694 Franciszek 1727 |
| Król Portugalii                | - 1706 Jan V 1750 |
| Król w Prusach                 | - 1701 Fryderyk I 1713 |
| Car Rosji                      | - 1682 Piotr I Wielki 1725 |
| Cesarz Rzymski (niemiecki)     | - 1705 Józef I Habsburg 1711 |
| Kapitanowie Regenci San Marino | - 1708 Marino Enea Bonelli Baldassarre Tini 1709 - 1709 Gian Giacomo Angeli Francesco Giangi 1709 - 1709 Giovanni Antonio Belluzzi Giovanni Antonio Fattori 1710 |
| Elektor Saksonii               | - 1694 Fryderyk August I (król Polski) 1733 |
| Król Szwecji                   | - 1697 Karol XII 1718 |
| Król Tajlandii                 | - 1703 Luang Sorasak 1709 - 1709 Tai Sa 1733 |
| Sułtan Turków                  | - 1703 Ahmed III 1730 |
| Doża Wenecji                   | - 1700 Alvise Mocenigo 1709 - 1709 Giovanni Cornaro 1722 |
| Król Węgier                    | - 1705 Józef I 1711 |
| Monarcha Wielkiej Brytanii     | - 1707 Anna Stuart 1714 |

Rok 1709 / MDCCIX
stulecia: XVII wiek ~
XVIII wiek ~
XIX wiek

lata: 1699 «
1704 «
1705 «
1706 «
1707 «
1708 «
1709
» 1710
» 1711
» 1712
» 1713
» 1714
» 1719

## Wydarzenia w Polsce
- W Środkowej Europie panowała jedna z najcięższych zim w okresie nowożytnym
- Epidemia dżumy w Wielkopolsce – 9 tys. ofiar w Poznaniu
- lipiec-grudzień - w Gdańsku panowała epidemia dżumy, która zabiła 1/3 mieszkańców (33 453 osób)
- 12 kwietnia – III wojna północna: w bitwie pod Lachowcami hetman wielki litewski Kazimierz Jan Sapieha pokonał hetmana Grzegorza Ogińskiego sprzyjającego carowi Piotrowi I.
- 5 października – August II spotkał się w Toruniu z Piotrem I, który w lipcu pokonał Szwedów pod Połtawą. Tam też podpisano traktat sojuszniczy między oboma władcami.
- 20 października – król August II i car Piotr I zawarli I traktat w Toruniu.

- August II Mocny ponownie został obrany królem Polski.

## Wydarzenia na świecie
- 2 lutego – marynarz-rozbitek Alexander Selkirk odnaleziony na bezludnej wyspie Juan Fernandez, na której spędził 5 lat (od 1703 roku). Zdarzenie posłużyło za pierwowzór motywu powieści Robinson Crusoe, którą napisze Daniel Defoe w 1719 roku.
- 14 lutego – Alain-René Lesage wystawił sztukę: Turcaret, która była satyrą na finansistów francuskich. Komedia wywołała oburzenie kół rządzących.
- 17 marca – Pierre Rouillé de Marbeuf szefem francuskiej Wielkiej Rady Państwowej (Grand Conseil).
- 12 kwietnia – Richard Steele i Joseph Addison zaczęli wydawać gazetę the Tatler.
- 22 kwietnia – pożar strawił większą część Budziszyna.
- Maj – próba negocjacji pokojowych francusko-holenderskich (Jean-Baptiste Colbert de Torcy i Anthonie Heinsius).
- Maj – korsarz René Duguay-Trouin nobilitowany.
- 9 maja – Michel Chamillart popadł w niełaskę francuskiego dworu.
- 8 lipca – Piotr Wielki zadał pod Połtawą decydującą klęskę Karolowi XII i jego sojusznikowi hetmanowi Iwanowi Mazepie. 11 lipca niedobitki kierowane przez Löwenhaupta kapitulowały w Perewłocznej.
- 9 lipca – zbrojne powstanie protestanckie w Vivarais (Francja).
- 8 sierpnia – Bartolomeu de Gusmão dokonał pierwszej udokumentowanej próby z balonem wypełnionym gorącym powietrzem.
- 3 września – pierwsza duża grupa kolonistów niemieckich i szwajcarskich dotarła do Ameryki (Karolina Północna i Karolina Południowa).
- 11 września – wojna o sukcesję hiszpańską: połączone armie Wielkiej Brytanii, Holandii i Austrii pokonały Francję w bitwie pod Malplaquet – rzeź 40 000 ludzi.
- 12 października – założenie miasta Chihuahua (Meksyk).
- 20 października – wojna o sukcesję hiszpańską: wojska austriacko-brytyjskie zajęły Mons w Niderlandach.
- 29 października – opactwo "heretyckie" w Port-Royal rozpędzone. Rozkaz wydał Ludwik XIV.
- Surowa zima w Europie płn. - głód.
- 1709-1711 Duńczycy bezskutecznie próbowali odzyskać prowincję Skania z rąk szwedzkich.

- Saksonia: Johann Friedrich Böttger wynalazł porcelanę.
- Kryzys gospodarczy, mróz i głód we Francji. Mróz zabił 24 000 Paryżan. Zamarzło wybrzeże Atlantyku i Sekwana.
- Paryż: reprezentanci Comédie-Française zdemolowali loże teatru Saint-Genaine. Szkody naprawiono.
- Parlament Flandrii przeniósł się z Tournai do Cambrai.
- akcyza na pieprz w Wielkiej Brytanii.
- Pierwszy Copyright Act w Wielkiej Brytanii.
- Prusy po raz pierwszy zaproponowały Rosji rozbiór Polski. Piotr Wielki odpowiedział negatywnie: Es sei nicht praktikabel.
- Miasta i gminy: Berlin, Cölln, Friedrichswerder, Dorotheenstadt i Friedrichstadt zostały zjednoczone w miasto Berlin.
- Kolonia: woda kolońska wynaleziona przez Johanna Marię Farina.
- Neapol: pierwsza opera buffa.
- Wiedeń: manufaktura luster.
- W Rosji wydrukowano pierwszy kalendarz.
- Francuzi zburzyli brytyjska kolonię Saint John’s.

## Urodzili się
- 17 marca – Aleksy Grigoriewicz Razumowski (ros. Алексе́й Григо́рьевич Разумо́вский), rosyjski hrabia, feldmarszałek, działacz państwowy i polityk, faworyt i mąż cesarzowej Elżbiety (zm. 1771)
- 26 sierpnia – Wilhelm Repin, francuski duchowny katolicki, męczennik, błogosławiony (zm. 1794)
- 18 września – Samuel Johnson, angielski pisarz i leksykograf (zm. 1784)
- 2 listopada – Anna Hanowerska, księżniczka angielska, księżna Oranii-Nassau (zm. 1759)
- 29 grudnia – Elżbieta Romanowa (ros. Елизавета Петровна), cesarzowa Rosji (zm. 1762)
- data dzienna nieznana: 
  - Christoph Schaffrath, niemiecki kompozytor, klawesynista i teoretyk muzyki (zm. 1763)

## Zmarli
- 19 lutego – Tsunayoshi Tokugawa (jap. 徳川綱吉), piąty siogun z dynastii Tokugawa (ur. 1646)
- 2 października – Iwan Mazepa (ukr. Іван Мазепа), hetman kozacki (ur. 1639)
- 9 listopada – Caspar Castner, niemiecki jezuita, matematyk (ur. 1655)
- 1 grudnia – Abraham a Sancta Clara, właśc. Johann Ulrich Megerle, austriacki kaznodzieja i pisarz (ur. 1644)

## Święta ruchome
- Tłusty czwartek: 7 lutego
- Ostatki: 12 lutego
- Popielec: 13 lutego
- Niedziela Palmowa: 24 marca
- Wielki Czwartek: 28 marca
- Wielki Piątek: 29 marca
- Wielka Sobota: 30 marca
- Wielkanoc: 31 marca
- Poniedziałek Wielkanocny: 1 kwietnia
- Wniebowstąpienie Pańskie: 9 maja
- Zesłanie Ducha Świętego: 19 maja
- Boże Ciało: 30 maja